# Ebegomphus demerarae
Ebegomphus demerarae – gatunek ważki z rodziny gadziogłówkowatych (Gomphidae). Występuje w północnej części Ameryki Południowej; stwierdzony w Gujanie i Surinamie.
Gatunek ten opisał (pod nazwą Cyanogomphus? Demeraræ) w 1894 roku Edmond de Sélys Longchamps w oparciu o pojedynczy okaz samca  (z niekompletnym odwłokiem) odłowiony nad rzeką Demerara w Gujanie.